# Patagosmilus
Patagosmilus — вимерлий рід м'ясоїдних метатерійових ссавців родини Thylacosmilidae, що жили в середньому міоцені в Південній Америці. Як і інші представники цієї родини, такі як Thylacosmilus atrox і Anachlysictis gracilis, він характеризувався подовженими іклами верхньої щелепи, схожими на добре відомих «шаблезубих кішок». Попри те, що Patagosmilus геологічно молодший за Anachlysictis, морфологія Patagosmilus (включаючи вигнутий ряд корінних зубів і надзвичайно довгі, «шаблеподібні» верхні ікла) свідчить про те, що цей вид був більш близьким до Thylacosmilus, ніж Anachlysictis, хоча в інших аспектах цей вид менший спеціалізований, ніж Thylacosmilus.

## Опис
Єдиним відомим видом Patagosmilus є P. goini, названий на честь аргентинського палеонтолога Франсіско Гоіна. Цей вид вперше був описаний і названий у 2010 році Аналією Форасіепі та Альфредо Карліні на основі зразка MLP 07-VII-1-1, роздробленого черепа та кількох посткраніальних фрагментів, включаючи частину нігтьової фаланги, які були виявлені у формації Collón Curá до середнього міоцену (Колонкуран) на західному березі річки Чіко, в провінції Ріо-Негро в Патагонії, Аргентина.